# اختفاء (مسلسل)
أختفاء مسلسل تلفزيوني مصري دراما، يعرض على قناة إس بي سي ودي إم سي، المسلسل من بطولة نيللي كريم، هشام سليم، محمد ممدوح، بسمة،إنعام سالوسة. تأليف أيمن مدحت، إخراج أحمد مدحت، العدل جروب.

## القصة
تدور الأحداث حول الدكتورة الجامعية فريدة المنشاوي نيللي كريم تعيش في روسيا وحدها بعد أن تركت زوجها في المشفى، لكن فجأة وبدون مقدمات يختفي زوجها شريف عفيفي هشام سليم، في ظروف غامضة نتيجة عداوته مع أحد رجال الأعمال وذلك بحكم عمله كصحفي. تبدأ رحلة البحث عنه، ويصل بها الأمر للعودة إلى مصر في إطار رحلة بحثها، لكن هذه الرحلة تفاجئها بالكثير من الأمور التي لم تكن على علم بها كزواجه من بسمة (سلافه) والتي هي بدورها اعتنت به لمصالح شخصيه بعد أن تركته زوجته فريدة وكانت تترد عليه في المشفى حتى في وجود زوجته الأولى فريدة لكن دونه علمها. وتتورط سلافه في العديد من القضايا مع زوجها هشام سليم بعد اختفائه حتى تدخل في صراعات مع فريدة.من ناحية أخرى تكتشف فريدة قصه «اختفاء» اللي كتبها زوجها شريف لتعود بها الأحداث إلى الستينات ونرى علاقه نسيمه وزوجها نادر الرفاعي الذي اختفى بعد فتره أيضا في ظروف غامضة وعلاقه سليمان عبد الدايم محمد ممدوح بذلك.و تحاول فريده فك لغز الاختفاء وربط الخيوط ببعضها وتكشف ما هو خيال وما هو حقيقه في اختفاء.

## طاقم العمل
| - نيللي كريم: فريدة المنشاوي/ نسيمة سوفليان - محمد ممدوح: سليمان عبد الدايم/ أحمد موافي - هشام سليم: شريف عفيفي - أحمد عبد المجيد : مرزوق - محمد علاء: نادر الرفاعي - بسمة: سولافا - سناء شافع: والد فريدة - نور محمود: عماد - إسماعيل شرف: عمر الجيار - إنعام سالوسة: كوثر - رانيا منصور: درية - يوسف إسماعيل: رشدي السيوفي - عبد الرحمن أبو زهرة: عم شاكر - محمود جمعة: رجل عجوز - أحمد صبري غباشي: سليم - شلة الستينات - علاء حور: يوسف - شلة الستينات - أشرف رياض: كمال الأرناؤطي - إنجي القمبشاوي: سناء - شلة الستينات - محمود بشير: حسن البواب - فترة الستينات - عمرو عبد العزيز: الساحر - محمد خميس: ظابط - محمود فتحي: سيد البواب - مي عرفة: فوزية - شلة الستينات | - عمرو فريد: حجازي الصحفي - جورج غبور: كريكور- شلة الستينات - عمرو درويش: هشام أخو فريدة - هنا جاد: نهى - عمر شاهين: عمر بن سولافا - عاصم سامي: مصطفى المحامي - منير مكرم: ملاك صاحب الجاليري - فترة الستينات - محمود عامر: مدير جاليري سولافا - طارق والي: فايق المحامي - لاشينة لاشين: إلهام - سيف هنو: وليد أخو سولافا - هالة سرور: شيرين صديقة فريدة - منصور عبد القادر: محمد حارس المقابر - يوسف عبيد: سكرتير النقابة - جهاد الدسوقي: رضا محامي النقابة - هشام الشربيني: اللواء طلعت - أدهم عبد العزيز: ظابط - منة سماحة: جيسي - مروة يحيى: مروة - شلة الستينات - شهد: ميار - محمد المغربي: ظابط | - محمد دسوقي: الترزي - فادي غالي: نبيل المحامي - فترة الستينات - شيرين سيف: المذيعة - حمادة عبد العزيز: شاب محل الموبايلات - علي سيف: أمين شرطة - منير رمزي: مكرم صاحب الجاليري - اكمل المعداوي: ممرض - حاتم قورة: نائب مدير المستشفى - حازم ناصف: د. محمود مدير المستشفى - عبده حمدي: مساعد الدكتور - محمد شيرين: إبراهيم الدكتور - نسرين وحيد: صحفية - جمال حجازي: سيد موظف حكومي - خالد الشيوي: وكيل النيابة - محمد السباعي: محامي فريدة الجديد - هاني العدوي: شاهد - أحمد عبد المجيد: الرجل المسلح - هاني عدلي: إسماعيل البواب - محمد مدني: عسكري مكتب سليمان - محمد خالد: شاكر - فكري لبيب: عسكري | - عزت جابر: شاويش - عهدي السنان: شاويش - طارق عبد الحي: طارق منصور - رؤوف الديب: الجار - وليد حمزة: عادل عبد النبي - عادل عبد النبي: عادل عبد النبي - علاء الموازيني: ظابط - مصطفى يحيى: خالد الديجوي فترة الستينات - نيرة خالد: صحفية - أحمد سند: جمال مساعد سليمان - محمد ناصر: أشرف الموظف - ماجد رفلة: صحفي - وائل صالح: صحفي - ممدوح سالم: صحفي - عفاف الرشيدي: أم البواب - سيد عبد الغفار: أمين شرطة - شروف: فتاة الكافيه - ايمان مرسي: جارة سلافة - شريف نوار: صحفي المؤتمر - مصطفى فوزي: صحفي المؤتمر - شادي ماجد: صحفي المؤتمر | - دنيا ادريس: صحفية المؤتمر - سلمى عادل: صحفية المؤتمر - إسلام السيد: صحفي - روفائيل راضي: صحفي - علي المصري: صحفي - كابتن سامي: رجل الميكروفونات - ايناس حسن: ممرضة - أميرة بدر: مرات البواب - تامر العربي: ظابط - وليد الاسواني: أمين شرطة - محمد علي: جرسون - محمد حربي: المكوجي - نور يوسف: فتاة الغناء - نشأت الخواجة: عباس الحلاق - أحمد يحيي: مشتري السيارة - معاذ عطية: كريم بائع الحشيش - نورا المرحومي: لمياء زوجة هشام - محمد عجمي: مدير المستشفى - محمد دياب: عم ضياء - أشرف عبد الوهاب: ممرض - مروة يسري: صحفية - كاتيا محمود: مريم |

## هوامش
- رشح الفنان إياد نصار لأداء إحدى الشخصيات في المسلسل، إلا إنه اعتذر عن المشاركة به.
- كان الفنان (باسم سمرة) من المرشحين للقيام بدور البطولة أمام (نيللي كريم).

## وصلات خارجية
- صفحة مسلسل أختفاء على موقع السينما.كوم
- مسلسل اختفاء - E5tefa2 على اليوتيوب